# Karl von Stremayr
Karl Ritter von Stremayr (* 30. Oktober 1823 in Graz; † 22. Juni 1904 in Pottschach, Niederösterreich) war österreichischer Politiker, mehrmaliger Minister sowie Ministerpräsident Cisleithaniens, des kaiserlichen Teils Österreich-Ungarns, und Präsident des Obersten Gerichtshofes.

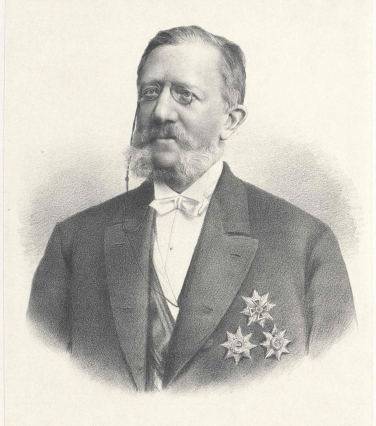
Karl Ritter von Stremayr (um 1880)

## Leben

### Kindheit, Jugend, Studium

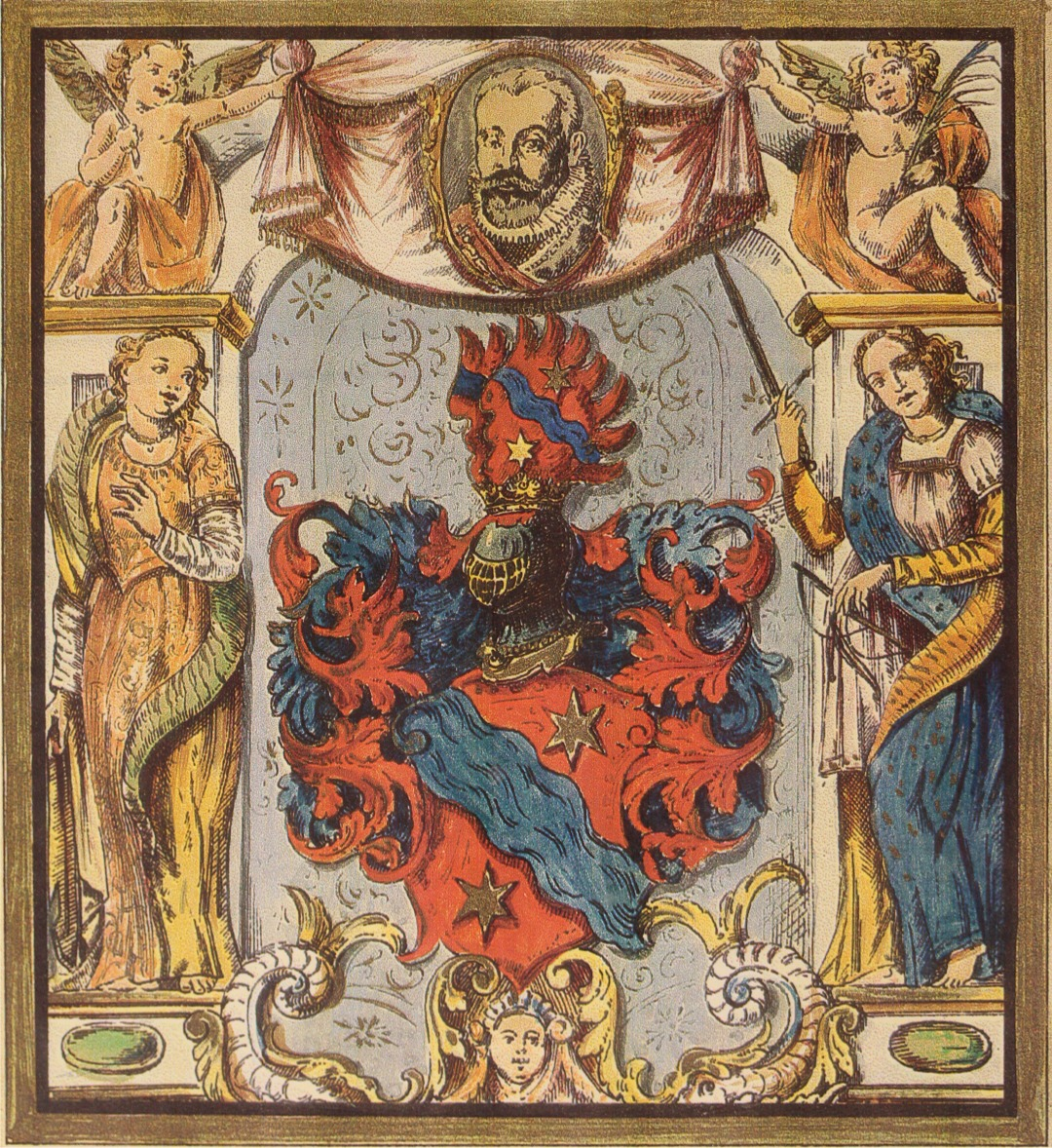
Familienwappen von Stremayr

Carl Borromäus Anton Franz Seraph Ritter von Stremayr war Mitglied der adeligen Familie Stremayr und Sohn des oberösterreichischen Militär-Feldapothekers Franz Josef von Stremayr (1793–1843) und dessen Ehefrau Caroline, geborene Rieger (1800–1880).
Er wurde als erstes von neun Kindern in Graz geboren, wo er auch seine Kinderjahre verbrachte.
Als sein Vater 1832 befördert und nach Mantua (Lombardo-venezianisches Königreich) versetzt wurde und die gesamte Familie dorthin übersiedelte, blieb er im Alter von zehn Jahren bei seinen Großeltern in Graz und besuchte ab 1833 das Akademische Gymnasium Graz.
Wegen der Beförderung seines Großvaters mit folgender Versetzung nach Görtschach/Klagenfurt besuchte er für ein Jahr die sechste Klasse des Klagenfurter Gymnasiums. Als sein Großvater 1839 starb, übersiedelte seine Großmutter mit ihm wieder zurück nach Graz, wo er die Matura ablegte.
Als Übergang zum Universitätsstudium begann er in Wien mit philosophischen Studien, lernte neben Latein auch Italienisch, Französisch und Englisch, später auch Slowenisch und Serbokroatisch und las mit gleichgesinnten Kommilitonen römische und griechische Klassiker.
1841 begann er das Studium der Rechtswissenschaften an der rechts- und staatswissenschaftlichen Fakultät der Universität Graz, da er dem Wunsch seiner Eltern entsprechend keine militärische Karriere anstreben sollte.
Als 1843 sein Vater und seine Großmutter verstarben, hatte er als ältester Sohn die Erhaltung der Großfamilie zu übernehmen, indem er während seines Studiums Privatunterricht erteilte. Eine seiner Schülerinnen war Bertha Hope, die später seine Ehefrau werden sollte.
Im Herbst 1845 schloss er seine juristischen Studien in Graz ab.

### Beruf
1845 begann er die einjährige Zivil- und Kriminalpraxis beim Magistrat Graz und legte 1846 beim Appellationsgericht in Klagenfurt die Rechtsreferendarprüfung in Deutsch und Italienisch mit Auszeichnung ab.
Deshalb erfolgte bereits 1846 seine Promotion zum „Doctor juris utriusque“, und nach beendeter Richteramtspraxis trat er als unbesoldeter Konzeptpraktikant bei der k.k. Finanzprokuratur in Graz ein und wurde am 9. November 1846 in den Staatsdienst übernommen.

## Politik

### Märzrevolution 1848 und Frankfurter Nationalversammlung
Im Zuge der Märzrevolution 1848 wurde er als Jurist ohne sein Mitwirken in der „Grazer Zeitung“ für die Wahlen zur Frankfurter Nationalversammlung vorgeschlagen, hatte zu diesem Zeitpunkt aber nur wenige politische Ambitionen. Als er in Kindberg, Steiermark, in einem Rednerwettbewerb seine im Vergleich zu anderen Rednern gemäßigten und realistischen Ziele vortrug, wurde er zum Abgeordneten der Nationalversammlung gewählt und sofort nach Frankfurt entsandt.
In Frankfurt nahm er an den letzten Sitzungen des Vorparlaments und den Vorbesprechungen zur Eröffnung der Nationalversammlung teil. Als jüngstes Mitglied der Versammlung und Alterssekretär hat er in der Frankfurter Paulskirche am 18. Mai 1848 als erster die Rednertribüne betreten, um die Begrüßungsadresse des alten Bundestages an die neue Nationalversammlung zu verlesen.
Auf der Suche nach Abgeordneten, die seine Ansichten teilten, schloss er sich dem Württemberger Hof, der liberalen Mitte, an.
Der rege Briefverkehr (94 Briefe vom 13. Mai 1848 bis zum 19. April 1849) zwischen ihm und seiner zukünftigen Ehefrau Bertha Hope war die Basis für die spätere Eheschließung und schildert seine Begeisterung und Enttäuschungen als Abgeordneter in Frankfurt:

„[...] Die rechtliche Unhaltbarkeit von Verhältnissen, welche durch den Gang unserer Revolution wohl für immerwährend zertrümmert werden, zeigt sich nur bei solchen Anlässen klar und deutlich. Ich beklage nur, dass das Unrecht, welches seit Jahren von der einen Seite geübt werden konnte und oft geübt wurde, nur durch neues Unrecht von der andern Seite, welches auch die Trifft, die nicht Unrecht thaten, getilgt werden kann. […]“

In dieser politischen Atmosphäre, deren Überschwang und naive Unkenntnis der politischen Realität seiner Jugend entsprach, war er als einer von 586 Abgeordneten ambitioniert tätig, erkannte jedoch sehr bald die Unmöglichkeit der Durchsetzung seiner liberalen Hoffnungen. Nach Erzherzog Johanns Wahl zum Reichsverweser und dessen erstem Erscheinen in der Nationalversammlung schrieb er, bereits Böses ahnend:

„[...] Der Erzherzog Johann durchschritt die Reihen der Abgeordneten [...] ein erhebender Anblick [...] durch den Mund des Präsidenten eine Gewalt über alle Könige und Fürsten Deutschlands [...] Viele, ja vielleicht ganze Völker haben die Größe der Begebenheit, die weltgeschichtliche Bedeutung dieses Aktes gar nicht erfasst; möge mit der späteren Erkenntnis nicht auch die Reue kommen, und möge der Himmel verhüten, dass die Ströme Blutes, die fast jedes große Werk der Geschichte begleiteten, diesem erst nachfolgten [...] und ich gedachte der Lage Deutschlands, der Zustände seiner Völker, und konnte mich nicht freuen [...]“

Im Zusammenhang mit dem spontanen Volksaufstand in Frankfurt im September 1848 aufgrund des Waffenstillstandes vom Malmö konnte er selber einem tödlichen Kugelhagel gerade noch entkommen, während wenige Schritte von ihm entfernt ein österreichischer Offizier tödlich getroffen wurde.
Bezüglich der ersten drei vom Verfassungsausschuss der Frankfurter Nationalversammlung aufgestellten Artikel
- § 1: Das deutsche Reich besteht aus dem Gebiete des bisherigen deutschen Bundes.
- § 2: Kein Teil des deutschen Reiches darf mit nichtdeutschen Ländern zu einem Staate vereinigt sein.
- § 3: Hat ein deutsches Land mit einem nichtdeutschen Lande dasselbe Staatsoberhaupt, so ist das Verhältnis zwischen beiden Ländern nach den Grundsätzen der reinen Personalunion zu ordnen.

wollte er eine Reduktion auf die beiden Varianten „Kleindeutsche Lösung“ bzw. „Großdeutsche Lösung“ nicht zulassen und kämpfte in seiner Jungfernrede am 26. Oktober 1848 für eine Lösung darüber hinaus:

„[...] Meine Herren! Auch diese [gemeint sind die Teilnehmer des Verfassungsausschusses, HY] werden mit Recht gedacht haben, daß Oesterreich zu einen Staatenbund vereint werden könne, daß dieser Staatenbund durch die Person des Kaisers und durch Verträge zwischen den einzelnen österreichischen Staaten innig verknüpft wird, daß dann, wie früher der deutsche Staatenbund im Interesse der Völker nach Wien, Abgeordnete seiner einzelnen Bestandtheile sende, und daß sie vereint die entsprechende Theilnahme an der Gesammt-Regierung von Nichtdeutsch-Oesterreich ausüben. Ich sehe nicht ein, warum dann nicht ferner ein Unionsverhältnis zwischen den nichtdeutsch-österreichischen Staaten und Deutschland, welches mit Deutsch-Oesterreich im Bundesstaate innig verbunden ist, durchgeführt werden könne; ich sehe nicht ein, wie auf diese Weise der Politik Oesterreich’s und Deutschland’s nach Osten hin vorgegriffen, oder hemmend in den Weg getreten wird? Ich kann auch nicht begreifen, daß Oesterreich auf diese Weise zerfalle, ich sehe nur ein, daß die Bande, welche Oesterreich vereint, seiner geschichtlichen Entwicklung gemäß umgestaltet werden müsse.“

Dieser Vorschlag Stremayrs stellte innerhalb der Paulskirche den ersten konkreten staatsrechtlichen Versuch dar, das schwebende Problem einer Lösung zuzuführen. Freilich war die Form, in der dies geschehen sollte, ziemlich kompliziert und unübersichtlich, aber immerhin vom juristischen Standpunkt in der Theorie möglich. Scheitern musste dieser Plan Stremayrs allein schon aus dem Grunde, da in ihm ein Machtfaktor zu wenig Beachtung gefunden hatte: Das Haus Habsburg, das einer Loslösung der deutsch-österreichischen Gebiete aus dem Habsburgischen Reiche nicht zustimmen konnte. […] Dieser Plan Stremayrs kam nicht zur Diskussion und war somit verurteilt, als ein akademisch juristischer Vorschlag Theorie zu bleiben.
Als die österreichischen Abgeordneten im April 1849 abberufen wurden, kehrte ein enttäuschter und ernüchterter Stremayr nach Graz zurück.
Vom 24. Oktober 1849 bis Ende März 1850 supplierte er an der Universität Graz römisches und kanonisches Recht (Vakanz nach August Chabert, der im 31. Lebensjahr am 6. Februar 1849 in Wien an Magenkrebs verstarb und als einer der Väter der „österreichischen Rechtsgeschichte“ betrachtet werden kann).

### Familie

Karl von Stremayr (1847), 24-jährig

Als ehemaliger liberaler Frankfurter Abgeordneter bzw. Revolutionär bekam er das schlecht besoldete Amt eines Konzeptspraktikanten der steirischen Kammerprokuratur. Erst 1850 wurde durch seine Ernennung zum Staatsanwalts-Substituten die finanzielle Basis für eine mögliche Ehe geschaffen, die er am 17. Juni 1850 im Grazer Dom mit Bertha Hope einging.
Aus dieser Ehe stammten ein Sohn und fünf Töchter:
- Bertha (1851–1928) ⚭ 1873 Emil Hardt
- Anna (1853–1861) starb an Typhus
- Antonie (1855–1876) ⚭ 1873 Premierleutnant Richard Lüders; verstarb nach der Geburt des zweiten Kindes
- Maria (1859–) heiratete nach dem Tod ihrer älteren Schwester Antonie 1878 ihren Schwager, den Witwer Richard Lüders nach staatlichem und kirchlichen Dispens vom bestehenden Ehehindernis der Schwägerschaft. Stremayr beschrieb die damalige Situation später wie folgt:

„Ihre Vermählung mit dem Witwer nach ihrer Schwester gab ein schönes Bild der Toleranz, da die Trauung der Katholikin mit dem protestantischen Bräutigam in der Hauskapelle des Stiftes Melk, wohin meine Gattin aus unserer Wohnung im Rollstuhle fuhr, durch den evangelischen Pastor unter Assistenz des katholischen Pfarrers vollzogen wurde, nachdem mein vortrefflicher Freund Erzbischof Kutschker die staatliche und kirchliche Dispens vom bestehenden Ehehindernisse der Schwägerschaft auf kürzestem Wege ohne jeden Revers erwirkt hatte.“

- Karl (1863–1864), Zwillingsbruder von Caroline, starb an Lungenentzündung
- Caroline (1863–1919), Zwillingsschwester von Karl ⚭ 1884 General Johann Edler von Schemua

Am 4. März 1905, also ein Jahr nach seinem Tod, wurde mittels kaiserlicher Entschließung seiner ältesten Tochter – er hatte keinen männlichen Nachkommen mehr – Bertha von Hardt, für ihre beiden Söhne Karl und Emil Ritter von Hardt, die Namensvereinigung Hardt-Stremayr bewilligt.

### Unter reaktionären Vorgesetzten
Als im April des Jahres 1849 die österreichischen Abgeordneten aus Frankfurt abberufen wurden, musste auch Stremayr in die Heimat zurückkehren, wo inzwischen auf die Revolution die Reaktion gefolgt war. Der Leiter des Guberniums von Marquet empfing Stremayr, der noch immer unbesoldeter Konzeptpraktikant der steiermärkischen Kammerprokuratur war, mit den Worten: „Sie wagen es, nach Ihrem Verhalten in der Paulskirche noch nach Österreich zurückzukehren?“ Als jedoch Stremayr auf seine persönlichen Beziehungen zu dem damaligen Justizminister Schmerling hinwies, besänftigte sich der Groll Marquets und Stremayr durfte wieder seine Funktion als unbesoldeter Konzeptpraktikant ausüben.

Karl von Stremayr (1859), 36-jährig

Nachdem Stremayr das Amt des öffentlichen Anklägers im Rahmen einer von ihm nicht akzeptierten Verfassung zu führen hatte, waren die reaktionären Vorgesetzten mit Stremayrs Amtsführung nicht zufrieden und er wurde bei jeder Gelegenheit zurückgesetzt.
Nachdem drei seiner Brüder die militärische Laufbahn eingeschlagen hatten und seine Schwestern durch Handarbeit zum Haushalte beitrugen, hatte er sich nur mehr um die eigene Familie zu kümmern.
Somit habilitierte er sich als Privatdozent für römisches Recht an der Universität Graz aufgrund von zwei Abhandlungen für römisches Recht:
- Die actio Pauliana nach gemeinem und österreichischem Rechte
- Ein Beitrag zur Erklärung der L. 5 § 10 D. de inst. act. (=Dig. 14,3,5,10)

Als Gutachter fungierten Kopatsch und Maassen.
Außerdem war er als Mitarbeiter, später auch unter Pseudonym als Redakteur bei der Grazer Zeitung journalistisch tätig.
1860 erkrankten er und seine älteren Töchter Bertha, Anna und Antonie lebensgefährlich an Typhus, was die ganze Familie erneut in große finanzielle Not brachte. Schlimmer waren aber der Tod seiner Tochter Anna, wie auch den Tod der Magd und der Wärterin.

### Steiermärkischer Landtag
Aufgrund der Februarverfassung des Jahres 1861 wurden Wahlen für den Steiermärkischen Landtag ausgeschrieben, zu denen er, noch durch die Krankheit geschwächt, ohne sein Zutun als Kandidat für die Stadt Graz aufgestellt wurde. Er wurde zum Landtagsabgeordneten für die Grazer Vorstädte gewählt und saß die folgenden 18 Jahre im Landtag, darunter neun Jahre als Landesausschuss-Mitglied.
Mit einem Male war er die materiellen Sorgen los und konnte ein neues Arbeitsfeld beginnen, indem er weniger politische als organisatorische und administrative Verbesserungen in der landschaftlichen Verwaltung sowie in den staatlichen Gesundheits- und Bildungsanstalten durchsetzen konnte. Deshalb wurde ihm auch die Leitung der Unterrichtsanstalten des Landes, der Technischen Hochschule am Joanneum und der Landes-Oberrealschule übertragen.
Den vielfachen Beschäftigungen als Landesausschuss-Mitglied, Staatsanwalts-Substituten, Zivilreferenten des Landesgerichtes, Privatdozent, Direktionsmitglied der I. steirischen Sparkasse und Staatsprüfungskommissär standen Freud und Leid in der Familie gegenüber:
1863 gebar ihm Bertha ein Zwillingspaar, aber der Sohn starb nach wenigen Monaten. Dieser Schicksalsschlag lag schwer auf seiner Frau, der ab diesen Zeitpunkt trotz kräftigem Gesundheitszustand die Hände und Füße den Dienst versagten und sie in den Rollstuhl brachten.
Seine administrative Begabungen im steiermärkischen Landtag und in diversen Landesausschüssen blieben nicht verborgen, deswegen wurde er 1868 durch Carl Giskra als Ministerialrat ins Ministerium des Innern berufen.

### Erstes Ministeramt unter Hasner
Dort wurde ihm von Leopold Hasner von Artha im Zuge der Regierungsbildung das Amt des Ministers für Kultus und Unterricht angeboten, das er am 1. Februar 1870 auch annahm. Dieses Kabinett war allerdings nur ein kurzer Epilog des Bürgerministeriums. In dem „Memorandenstreit“ hatte die zentralistische Majorität des Kabinetts die dissentierenden Minister zum Austritt gezwungen und sich in dem Ministerium Hasner rekonstruiert. Allein die Zustände, in denen die Regierung verblieb, waren so unhaltbare, dass schon nach wenigen Monaten der Kurs geändert wurde. Trotzdem wurde am 12. April 1870 das Ministerium Hasner und mit ihm Stremayr entlassen.
Stremayr wurde auf seinen Wunsch eine Hofratsstelle am Obersten Gerichts- und Cassationshof gewährt.
Im gleichen Jahr übersiedelte seine Familie, bestehend aus vier Töchtern und seiner Ehefrau, nach Wien.
Überraschend wurde er vom Steiermärkischen Landtag als Abgeordneter des Abgeordnetenhauses in den Wiener Reichsrat entsandt, in welchem er sich der Deutschliberalen Partei anschloss.

### Zweites Ministeramt unter Potocki
Bereits am 30. Juni 1870 erfolgte nach Zusicherung des Ministeriums Potocki, die Verfassung nicht anzutasten und ihm in den Fragen seines Ressorts freie Hand zu lassen, Stremayrs erneute Ernennung zum Minister für Kultus und Unterricht. Der späte Eintritt Stremayrs in das Ministerium wurde von seinen liberalen Parteigenossen äußerst kritisch betrachtet und hätte für ihn und den liberalen Justizminister Adolf von Tschabuschnig das Ende der politischen Laufbahn bedeutet, hätte die kurze Regierungsdauer des „Koalitionsministerium“ nicht eine nachhaltige politische Kompromittierung der beiden liberalen Minister verhindert.
Stremayr trat in Hinblick auf die Verkündung des Dogmas über die Unfehlbarkeit des Papstes für die Aufhebung des Konkordats vom 5. November 1855 ein. Der unfehlbare Papst bestimme die Grenzen seiner Kompetenz selbst, ohne dass ihm jemand Einhalt zu gebieten vermöchte. Sowohl die österreichische Geistlichkeit als die Gläubigen seien aber an das Infallibilitätsdogma und damit an die nicht zu begrenzenden Bestimmungen des unfehlbaren Papstes gebunden.
Da sich Potocki aber aus religiösen Gründen weigerte, die Vorlage ins Parlament zu bringen, wurde im Kronrat vom 30. Juli 1870 in Anwesenheit des österreichischen Botschafters beim Heiligen Stuhl das Konkordat durch kaiserliches Handschreiben für hinfällig erklärt und der Außenminister mit der formellen Aufhebung beauftragt. Der Kaiser erteilte Stremayr am gleichen Tag den Auftrag, die infolge dieser Änderung nötigen Gesetzesvorlagen für den Reichsrat vorzubereiten.
Die Liberalen nahmen Abstand von der Konkordatsaufhebung, weil diese von dem von ihnen so heftig angegriffenen Koalitionsministeriums durchgeführt worden war. Nach Conte Corti sei es zur Aufhebung des Konkordates erst gekommen, als der Einfluss von Erzherzogin Sophie zugunsten von Kaiserin Elisabeth geschwunden war. Leider werden darüber keine näheren Einzelheiten gebracht. Die Darstellung lässt aber die Vermutung zu, dass die persönlichen Vorgänge im Kaiserhaus nicht unwesentlichen Einfluss auf den Gang der Angelegenheit hatten.
Die Stellung des Ministeriums gegenüber dem neu gewählten Reichsrat wurde immer schwieriger. Potockis Bemühungen, den böhmischen Landtag zur Wahl der Abgeordneten für den Reichsrat zu bestimmen, blieben erfolglos. Die Angriffe der deutschliberalen Verfassungspartei wurden immer heftiger. Die von Stremayr geplante Rede, um diesen Zuständen entgegenzutreten, wurde durch Potocki verhindert; nicht jedoch die Überreichung des Entlassungsgesuches im Herbst 1870.
Am 4. Februar 1871 wurde Stremayr endlich enthoben und nahm seine Tätigkeit als Hofrat am Obersten Gerichtshof wieder auf.

### Drittes Ministeramt unter Auersperg

Regierung Auersperg mit Ministern (Karl von Stremayr sitzend links vorne), 55-jährig

Nach den Ministerien Potocki, Hohenwart und Holzgethan wurde innerhalb kurzer Zeit das Ministerium Auersperg berufen. Nach Mitarbeit beim Regierungsprogramm erfolgte am 25. November 1871 Stremayrs erneute Ernennung zum Minister für Kultus und Unterricht, welches Amt er diesmal bis zum 12. August 1879 innehatte.
Über sein Verhältnis als Minister zu seinen politischen Freunden meinte Stremayr:

„Das Parteileben bringt es mit sich, daß gar oft nicht das Wohl des Staates, sondern leidiges Parteiinteresse die Haltung der Abgeordneten im Parlamente bestimmt. Ein Minister aber kann und darf nie und nimmer einer Partei auf diesem Wege folgen. Er muß auch dieser gegenüber seine volle Unabhängigkeit, die Freiheit seiner gewissenhaften Überzeugung wahren, und diese wird nicht selten in seinem Verhältnis zur Krone durch Gründe bestimmt, die er auch seinen Freunden nicht offenbaren kann.“

Dass ihm seine Prinzipien wichtiger waren, als das Amt des Ministers unbedingt zu behalten, kommt auch bei folgendem zum Ausdruck:

„[…] eine Ernennung anders als von mir vorgeschlagen […] legte ich die Allerhöchste Entschließung sofort ohne meine Gegenzeichnung zurück und überreichte zugleich mein Entlassungsgesuch. Seine Majestät hatte die Gnade, nach längerer Zeit es von einer Ernennung wieder abkommen zu lassen […].“

#### Rigorosen-Ordnung vom 15. April 1872
Die Rigorosen-Ordnung bezog sich nur auf die drei weltlichen Fakultäten, da für die theologischen Fakultäten zunächst noch die alten Verordnungen bestehen blieben. Als allen drei Rigorosen-Ordnungen gemeinsame Bestimmungen sind hervorzuheben, dass dieselben strenge Prüfungen zu sein hätten, die öffentlich abgehalten werden mussten; dass in der Regel nur die ordentlichen Professoren diese Prüfungen vorzunehmen berechtigt waren und dass alle Rigorosen an derselben Universität abgelegt werden müssten. […] Der § 3 der Rigorosen-Ordnung besagte, dass das Religionsbekenntnis nicht von den Rechten und Pflichten der Ablegung der strengen Prüfung aus dem kanonischen Recht befreie, womit die Singularbestimmung für Israeliten, die vorher nicht zu Doktoren des kanonischen Rechts promoviert werden konnten, aufgehoben wurde.

#### Förderungen und Errichtung von Universitäten
Unter seiner Amtsführung entwickelten sich u. a. die Universitäten in Prag und Wien rasch weiter und es wurde eine neue Universität in Czernowitz errichtet. Die Universität Prag wurde noch nicht in eine deutsche und tschechische Universität geteilt und in Wien wurde das Institut für Paläontologie gegründet. Stremayr übertrug das Bildungsgut aus Westeuropa nach Österreich, um es von hier aus dem Osten zu übermitteln. Er erfüllte dadurch nicht nur eine österreichische, sondern auch eine europäische Mission.

#### Suche nach „den besten“ Lehrkräften
Stremayr hat durch seine Fürsorge für die Lehrerausbildung auf allen Stufen sowie für die Regelung der wirtschaftlichen Lage der Lehrerschaft gezeigt, dass er erkannt hatte, dass das Niveau der Schule nur vom Lehrer abhängt und der gute Lehrer 9/10 der guten Schule bedeutet. Daneben tritt überall Stremayrs realpolitisches Geschick hervor. Er wusste jede Lage, die sich durch das komplizierte Getriebe des parlamentarischen Staates ergab, in kluger Weise für die Erreichung seiner Ziele zu verwenden. Seine Tätigkeit trägt überall den Stempel seines Verantwortungsbewusstseins, das ihm sagte, dass der Unterrichtsminister verantwortlich sei für den Stand und die Höherentwicklung der Bildung in der Bevölkerung. Insbesondere ist dies auf dem Gebiete des Mittel- und Hochschulwesens der Fall, wo er bewusst nach Auslese durch hochgespannte Forderungen strebte. Auch die Gründung zahlreicher Mittelschulen und Anpassung der Schulenzahl an die Bevölkerungsdichte zeigt, wie Stremayr zielbewusst den richtigen Weg zur Hebung des Bildungsniveaus der Bevölkerung klar und entschieden einschlug. Damit hat Stremayr an der Schaffung des österreichischen Schulwesens, das allmählich in der Folgezeit einen klingenden Namen in der Welt erwarb, ganz wesentlich mitgearbeitet.
Als eines der Mittel, die Gelehrten in Österreich festzuhalten, benützte Stremayr die ah. Auszeichnungen bzw. Förderungen. Stremayr verschaffte sie den Gelehrten in einem solchen Ausmaß, dass sich die deutsche Regierung bewogen sah, an das Unterrichtsministerium eine Note zu richten, in der gefordert wurde, den Unfug der übermäßigen Ordensverleihungen einzustellen. Da aber der Kaiser von Österreich als für Stremayr einzig kompetente Stelle in dieser Beziehung nichts unternahm, handhabte Stremayr diese Methode auch weiterhin.

#### Lehr- und Lernfreiheit
Dadurch sollte der Lehrer die Wirkungen der Lehre bei dem einzelnen Schüler verfolgen, diesen in der schwierigen Arbeit der geistigen Aneignung des tradierten Stoffes unterstützen und ihm zu einer an das Empfangene sich anschließenden wissenschaftlichen Selbsttätigkeit die Hand bieten könne.

„Meine Aufgabe ist, das Interesse des öffentlichen Unterrichts zu wahren und zwar deswegen, weil ich eben ein höheres Interesse als ein politisches erkenne und vertrete und dieses ist das des öffentlichen Unterrichts.“

#### Interkonfessionelle Gesetzgebung

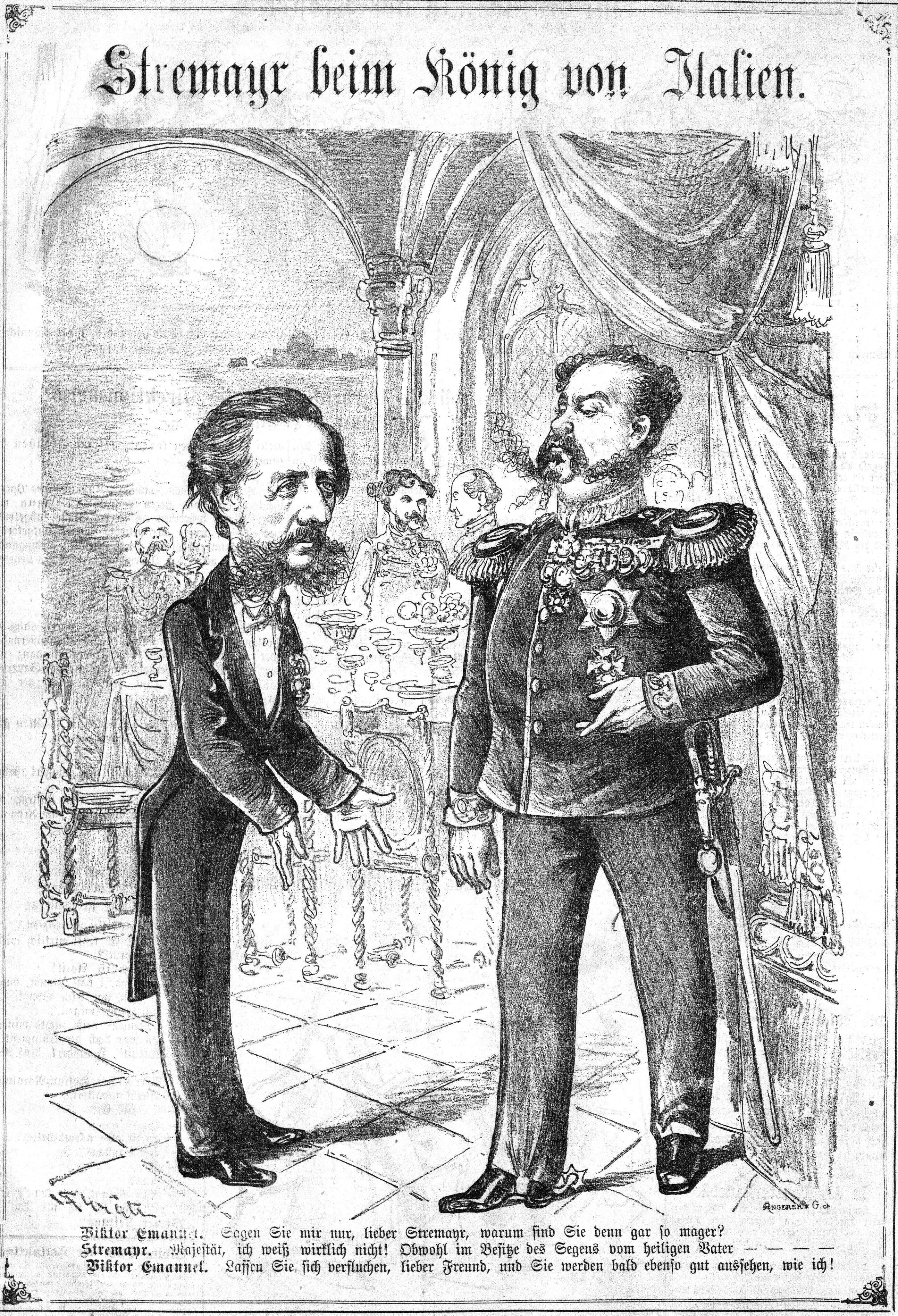
Karl von Stremayr beim ital. König (1875) mit Wortspiel bezüglich Konkordatsabschaffung

Die durch die Aufhebung des Konkordates, welche am 30. Juli 1870 durch ein kaiserliches Handschreiben mit Gegenzeichnung des Ministers für Kultus und Unterricht Stremayr durchgeführt wurde, ermöglichte die notwendige maßvolle Neuregelung des Verhältnisses zwischen Staat und Kirche mit weiterer interkonfessioneller Gesetzgebung (so konnte etwa die gesetzliche Anerkennung des selbständigen altkatholischen Bekenntnisses erzielt werden), der Kulturkampf in Deutschland, der auch für die österreichischen Liberalen große Bedeutung hatte, die Klostergesetze und andere brachten oft harte Kämpfe mit sich, die Stremayr so beschrieb:

„Es waren oft harte Kämpfe, welche ich mit dem gnädigsten Monarchen in mündlicher Erörterung meiner Entwürfe durchzumachen hatte, und konnte ich mir auch durch die hartnäckige Vertretung meiner Überzeugung nicht die höchste Gnade und Zufriedenheit erwerben: es gelang mir doch nicht selten, meiner bescheidenen Ansicht Geltung zu verschaffen. Freilich durfte ich mich dabei nicht an mein Portefeuille klammern und mußte stets bereit sein, dasselbe in die Hände dessen zurückzulegen, der es mir Unwürdigem anvertraut hatte.“

Stremayr ließ sich weder von den Klerikalen, die die Gesetze mildern, noch von den Liberalen, die sie verschärfen wollten, beirren. Beide kapitulierten schließlich vor dem Produkt einer Anschauung, die er selbst charakterisiert: „Der Regierung liegt nichts ferner, als der Eingriff in die geheiligte Domäne der Religion und des Gewissens [...] Aber keine ihrer Aufgaben und ihrer Pflichten bewusste Regierung kann es sich gefallen lassen, dass die Religion zu staatsgefährlichen Umtrieben missbraucht wird.“ Er wies die zu hohen Forderungen der Liberalen zurück, indem er zu bedenken gab, dass es nicht Aufgabe der Regierung sei „einen Krieg zu führen mit der Kirche, sondern die Verhältnisse zu ordnen in einer Weise, dass sie frei walten und schalten könne in ihrem heiligen Bereich, dass sie aber auch nicht übergreife in das unantastbare Recht des Staates“.
Dadurch kam die Ausgestaltung der interkonfessionellen Gesetzgebung unter steten Kämpfen, nicht bloß mit den Vertretern kirchlicher Übermacht, sondern auch mit seiner eigenen Partei, nur bruchstückweise zu Stande. Siehe auch: Maigesetze (Österreich-Ungarn).

#### Departement für Kunstangelegenheiten
Ein besonders reiches Betätigungsfeld stellte für Stremayr das Gebiet der Kunst dar. Welche Bedeutung er derselben zumaß geht daraus hervor, dass er im Unterrichtsministerium ein eigenes Departement für Kunstangelegenheiten schuf. Dieses unterstellte er dem damaligen Ministerialsekretär des Unterrichtsministeriums Leopold Schulz von Straznicki, unter gleichzeitiger Zuerkennung des Titels und Charakters eines Sektionsrates. Auch bezüglich dieses neugeschaffenen Departements handhabte Stremayr die bewährte Einrichtung der Beiräte und berief als solchen für Kunstangelegenheiten Hofrat Rudolf Eitelberger von Edelberg zur außerordentlichen Dienstleistung ins Unterrichtsministerium, welcher während der ganzen Ministerschaft Stremayrs auf jede Entlohnung für die dem Unterrichtsministerium in dieser Funktion geleisteten Dienst freiwillig verzichtete.

#### Österreichisches Museum für Kunst und Industrie
Betrachtet man das Wirken Eitelbergers im Zusammenhang mit dem österreichischen Museum für Kunst und Industrie so ist zu erkennen, dass er die Seele jener Institution war, die sich unter seiner Leitung zu einem der Mittel- und Ausgangspunkte der damals in Österreich herrschenden Kunstbewegung ausgestaltete. Dabei ist aber der Einfluss, den Stremayr auf das genannte Museum nahm, nicht zu übersehen. Er förderte nämlich gerade dadurch, dass er Eitelberger ein verhältnismäßig freies Handeln in Bezug auf diese Institution gestattete, deren Qualität in hohem Grade. Durch das Zusammenwirken Stremayrs und Eitelbergers wurde an dieser Stätte jener Geist hochgezüchtet, der die an ihr wirkenden Beamten zu begehrten Kräften für andere ähnliche Institutionen machte.
Wie tief jedoch dieser Geist in den am Museum tätigen Beamten wurzelte, zeigt ein Brief Albert Ilgs, den dieser anlässlich seines Abganges vom Museum für Kunst und Industrie am 26. September 1876 an Eitelberger richtete und den letzterer in Form einer Abschrift Stremayr übermittelte.

#### Akademie der bildenden Künste
Neben den Bestrebungen, die Akademie der Bildenden Künste mit hervorragenden Künstlern und Gelehrten auszustatten, war Stremayr ab 25. November 1871 als neuerlicher Kultus- und Unterrichtsminister auch für den Neubau des Akademiegebäudes am Kalkmarkt zuständig. Als solcher setzte er mit dem verantwortlichen Oberbaurat Theophil von Hansen durch Streichung des ursprünglich projektierten zweiten Stockwerkes über dem rückwärtigen Trakt des Akademiegebäudes eine Reduktion der Baukostensumme um 800.000 Gulden auf 1,200.00 Gulden durch. Im Gegenzug beantragte Stremayr eigene Gebäude zur Unterbringung der Bilderhaueratelieres und Meisterschulen im obersten Teil des botanischen Gartens auf der Landstraße.

#### Förderung von Wissenschaft und Kunst
Am 28. Jänner 1871 erstatte Stremayr dem Kaiser einen alleruntertänigsten Vortrag mit dem Antrag, die naturhistorischen Sammlungen der Administration, ohne Übertragung des Eigentums, des Unterrichtsministeriums zu unterstellen. Dieser Antrag wurde am 30. März 1871 abgelehnt.
Stremayr ließ daher mit Ministerialerlass vom 26. April 1876 zwei Preise zu je zweitausend Gulden in Silber ausschreiben und zwar:
Für die beste wissenschaftliche Bearbeitung des in Österreich geltenden öffentlichen Rechtes und für das beste Lehr- und Handbuch der österreichischen Reichs- und Rechtsgeschichte.
Zur Verteilung der genannten Preise kam es jedoch auch dann nicht, als Stremayr den Bewerbungstermin erheblich verlängert hatte, da kein Bewerber den Anforderungen genügte, was seinen Grund nicht zuletzt in den politischen Verhältnissen Österreichs gehabt haben dürfte.
Förderung des Zeichenunterrichtes durch Errichtung eigener Zeichenschulen in größeren Städten ab 1873, um das Zeichnen als solches zu vermitteln. Es sollte an ihnen nicht Zeichnen im eigentlichen Sinne des Wortes als Kunst gelehrt werden, sondern als eine Fertigkeit wie sie fachlich gebildete Kräfte zur Ausübung ihres Lebensberufes besitzen mussten. Dadurch wurden die Voraussetzung geschaffen, um 1878 die Einführung des Zeichenunterrichts an allen Schulen durchzusetzen.
Im Jahre 1873 wurde die Zentralkommission für Kunst- und historische Denkmale dem Unterrichtsministerium direkt unterstellt und die Geschäftsordnung völlig neu ausgearbeitet.
1874 erhielt er als „Förderer der österreichischen Volksschule“ eine Voranfrage von Peter Rosegger bezüglich der Möglichkeit einer Widmung für das Buch „Die Schriften des Waldschulmeisters“, welche noch im selben Jahr umgesetzt werden konnte.
1877 musste er nicht aus Unzufriedenheit über seine erbrachten Leistungen, sondern aufgrund der großen Zahl angeblich bedürftiger Bewerber im Vergleich zu den kargen zur Verfügung stehenden Mitteln die regelmäßigen Stipendien in der Höhe zwischen 300 und 500 fl kurzzeitig unterbrechen.
Von 1878 bis 1904 war er der erste Präsident des Wiener Goethe-Vereins (heute Österreichische Goethe-Gesellschaft).

### Ministerpräsident
Der Versuch, 1879 mit der Verfassungspartei ein neues Ministerium zu bilden, dem er wieder als Minister für Kultus und Unterricht angehören sollte, misslang und brachte das Ende des Ministeriums Auersperg.
Stattdessen wurde Stremayr als Senior der übrigen Minister vom Kaiser die Aufgabe übertragen, als Vorsitzender das Kabinett zu führen. Von 15. Februar bis 12. August 1879 amtierte er als Ministerpräsident der österreichischen Reichshälfte Österreich-Ungarns, unter anderem mit Sisinio von Pretis-Cagnodo als Finanzminister. Das Ministerium Stremayr sollte jedoch nur als Übergangsregierung bis zum Abschluss der geplanten Reichsratswahlen dienen.

### Viertes Ministeramt unter Taaffe
Am 12. August 1879 kam es zur Ernennung zum Justizminister mit gleichzeitiger Leitung des Ministeriums für Kultus und Unterricht. Das Verhältnis des Ministeriums Taaffe zur Verfassungspartei gestaltete sich immer schwieriger und jeder Schritt zur Versöhnung der widerstrebenden Elemente wurde abgelehnt.
Somit war er zwei Jahre lang Minister für Kultus und Unterricht und gleichzeitig Justizminister. Als solcher erließ er gemeinsam mit dem für die Verwaltungsbehörden zuständigen Taaffe im April 1880 für die Kronländer Böhmen und Mähren je eine Sprachenverordnung zur von Kommentatoren so genannten äußeren Amtssprache, mit dem Ziel, den Tschechen mehr Recht auf ihre Muttersprache im Verkehr mit Verwaltung und Justiz zu geben (die Kundmachung erfolgte in den jeweiligen Landesgesetzblättern). Demnach sollte die Sprache der Eingabe oder des Vorsprechenden für die Erledigung maßgebend sein.
Stremayr schrieb dazu:

„Die gemeinsam mit Taaffe erlassene Sprachenverordnungen, denen ich nach vielfacher Abschwächung und mit Wahrung des Deutschen als innerer Amtssprache endlich zustimmte, gossen Oel ins Feuer, ohne die Ansprüche der Tschechen zu befriedigen.“

Gemäß Zündel stellte diese Verordnung keineswegs neue Grundsätze auf. Schon die erneuerte böhmische Landesordnung Ferdinands III. von 1640 C II bestimmte bei gerichtlichen Straffällen die Sprache des Beklagten als Verhandlungssprache. Das Justizhofdekret vom 22. April 1803 Z. 1192 erinnert das Appellationsgericht Prag, das nach der Allgemeinen Gerichtsordnung vom 1. Mai 1781 jedem Kläger die Abfassung seiner Klage in deutscher oder böhmischer Sprache freistehe. Der Justizministerialerlass vom 29. April 1848 Z. 121 an das böhmische Appellationsgericht fixiert die vollständige Gleichberechtigung der böhmischen und deutschen Landessprachen in der Justizpflege. Der Justizministerialerlass vom 23. Mai 1852 Z. 11.815 stellt im Strafverfahren schon die Grundsätze der Stremayr-Taaffeschen Sprachenverordnung § 8 auf, ebenso sind die Justizministerialerlässe vom 4. April 1856 Z. 4749 und vom 10. Januar 1854 Z. 517 sinngetreue Vorbilder der Sprachenverordnung von 1880. […]Stremayr sah seine Aufgabe hier wie überall darin, unter Festhaltung der liberalen Grundidee (allerdings nicht im Sinne der deutschliberalen Partei) dem österreichischen Vielvölkerstaat zu dienen. Von diesem Gesichtspunkt aus kann die Sprachenverordnung nicht als verfehlt angesehen werden, wenn sie sich auch vom national deutschen Standpunkt als Fehler darstellt.
Zur weiteren Behandlung der Sprachenfrage in den böhmischen Ländern siehe Badenische Sprachenverordnung.
Nachdem er die Staatsgeschäfte immer weniger mit seinen Idealen vereinbaren konnte, reichte er mehrere Bitten um Enthebung ein, bis ihnen vom Kaiser am 16. Februar 1880 (Kultus und Unterricht) und am 26. Juni 1880 (Justiz) entsprochen wurde.

## An der Spitze des Obersten Gerichtshofs

Karl von Stremayr (1896), 73-jährig

Der Ernennung zum 2. Präsidenten des Obersten Gerichts- und Cassationshofes am 29. Juni 1880 folgte ein frostiger Empfang von Seite des ersten Präsidenten von Schmerling, da Graf Taaffe diesen vor der kaiserlichen Ernennung nicht formell um seine Zustimmung ersucht hatte.
Innerhalb eines Jahres wurde daraus aber ein sehr freundschaftliches Verhältnis.
1889 wurde Stremayr vom Kaiser zum lebenslangen Mitglied des Herrenhauses des Reichsrats ernannt.
Die Ernennung zum ersten Präsidenten des Obersten Gerichtshofes folgte 1891. Zur detaillierten Darlegung der Tätigkeit Stremayrs beim Obersten Gericht fehlen infolge des Justizpalastbrandes leider die erforderlichen Unterlagen.
1893 ernannte ihn der Kaiser auf Antrag von Erzherzog Rainer zum Stellvertreter im Kuratorium der Kaiserlichen Akademie der Wissenschaften mit bald darauf folgender Ehrenmitgliedschaft.

Ein schwerer Ohnmachtsanfall, dem eine längere Krankheit folgte, überraschte Stremayr im Frühjahr 1898 in einer Sitzung des Gerichtshofes. Aus Besorgnis über die Weiterentwicklung seiner Heimat und über seinen Gesundheitszustand, der es nicht mehr zuließ, das Amt so auszuüben wie gewohnt, ersuchte er um Versetzung in den Ruhestand, dem der Kaiser mit persönlichem Schreiben nachkam.

Abschrift des Allerhöchsten Handschreibens Seiner Majestät Franz Josef I

Todesanzeige 1904

Im Frühjahr 1899 fesselte ein schwerer Gichtanfall Stremayr durch Monate an Bett und Zimmer und beraubte ihn des Gebrauches seiner Glieder.
Stremayr hat als Widmung seines Manuskriptes Erinnerungen aus dem Leben. Seinen Kindern und Enkeln erzählt im Jahr 1899 schreiben lassen:

„Indem ich auf ein an Wechselfällen überreiches Leben zurückblicke, drängt sich mir der Wunsch auf, daß die Erfahrungen dieses Lebens meinen Kindern und Enkeln nicht verloren seien, und daß ihnen das Andenken in ihren Vater und Großvater wie ein Bild aus entschwundener Zeit in treuen Zügen erhalten bleibe. Aus diesen Aufzeichnungen sollen sie die Lehre schöpfen, im Unglücke nicht den Muth zu verlieren, im Glücke nicht übermüthig zu werden, aber immer und überall in strenger Pflichterfüllung nicht nach eitlen Gütern der Welt, sondern nach idealer Vervollkommnung des eigenen Selbst zu streben. Darin mögen sie jene Befriedigung finden, welche die Welt mit allen äußeren Glanz und blendenden Ehren nicht zu gewähren vermag.“

Am 22. Juni 1904 verstarb er im 81. Lebensjahr in Pottschach in Niederösterreich. Er wurde am Wiener Zentralfriedhof bestattet.

## Würdigungen
Stremayr war der Träger zahlreicher Auszeichnungen wie des Großkreuzes des St. Stefans-Ordens, des Großkreuzes des Österreichischen Leopold-Ordens, des Großkreuzes des russischen St. Anna-Ordens, des k. k. Ordens der Eisernen Krone 1. Klasse, des Großkreuzes des Hausordens des Großherzogs von Sachsen-Weimar-Eisenach vom Weißen Falken und der Ehrenmedaille für 40-jährige treue Dienste.
Anton Bruckner widmete seinem Förderer Stremayr 1876 die 5. Sinfonie, welche aber erst im Jahr 1904 im Nachlass Stremayrs durch seinen Schwiegersohn Emil Hardt gefunden wurde.
Anlässlich seines 50. Dienst- und Doktorjubiläums im Jahr 1896 ehrten ihn u. a.
- der Kaiser mit folgendem allerhöchsten Handschreiben:

„Lieber Dr. von Stremayr! Dankbar erinnere Ich mich am heutigen Tage Ihrer durch 50 Jahre unermüdlich fortgesetzten hervorragenden und stets von patriotischem Geiste erfüllten Tätigkeit im Staatsdienste – und öffentlichen Leben. Mit Vergnügen spreche Ich Ihnen bei diesem Anlasse neuerlich Meine vollste Anerkennung mit dem Wunsche aus, daß es dem Allmächtigen gefallen möge, Ihnen noch viele Jahre ungetrübten Wohlseins zu schenken.

Wien, am 9. November 1896 – Franz Joseph m.p.“

- die Karl-Franzens-Universität durch die Erneuerung des Doktordiploms.

Am 7. Juni 1905 wurde mittels Gemeinderatsbeschluss am Geburtshaus von Stremayr am Karmeliterplatz eine Gedenktafel angebracht und eine neue Straße in Graz „Stremayrgasse“ benannt. Vermutlich stand dies auch im Zusammenhang damit, dass er als Minister für Kultus und Unterricht den Neubau der Universität auf stadtseitigen Teilen des Stadtparks vorschlug, womit die Regierung vom Grundsatz der unbebaut zu bleibenden Liegenschaft abwich.

### Auszug der Ehrenbürgerschaften in chronologischer Reihenfolge
- Oberhollabrunn in Niederösterreich, Komplettierung der Mittelschule (31. März 1871)
- Jassel in Galizien (Jasło in Polen): Errichtung Gymnasien und Mittelschulen Galiziens (12. September 1872)
- Böhmisch Krumau in Böhmen (Český Krumlov in Tschechien): K.k. Staatsrealgymnasium (1. September 1873)
- Mährisch Weißkirchen in Mähren (Hranice na Moravě in Tschechien): Errichtung Staats-Unter-Realgymnasium (1. Dezember 1873)
- Troppau in Schlesien (Opava in Tschechien): Errichtung Kindergarten (April 1874)
- Radautz in Bukowina (Rădăuți in Rumänien): Unterrealgymnasium und Hochschule in Czernowitz (15. Dezember 1874)
- Czernowitz in Bukowina (Ukraine): Begründung der Universität (11. März 1875)
- Trautenau in Böhmen (Trutnov in Tschechien): Unterrichtsanstalt (Gymnasium oder Oberrealschule) (8. April 1876)
- Bielitz-Biala in Österreichisch-Schlesien (heute Polen): Höhere Lehranstalt (4. August 1876)
- Reichenberg in Böhmen (Liberec in Tschechien): Errichtung Staatsgewerbeschule und k.k. Obergymnasium (30. September 1876)
- Trebitsch in Mähren (Třebíč in Tschechien): Verdienste um Schul- und Unterrichtswesen (18. Oktober 1876)

### Auszug der Ehrenmitgliedschaften in chronologischer Reihenfolge
- Scietá Zoofila Triestina (28. Februar 1870)
- Société Royale de Médecine Mentale de Belgique (24. Mai 1875)
- Kranken- und Unterstützungsverein der Studierenden an der Universität Czernowitz (1. Februar 1879)
- Musikverein für Steiermark (25. Mai 1879)
- Orientalisches Museum in Wien, ordentliches Mitglied (26. Oktober 1887)

### Nachrufe
Es lag in Stremayrs Natur, zuerst zu versuchen, den Gegner zu gewinnen oder ihn durch kluge Taktik mit Argumenten geistiger Art zu besiegen.
Von seiner Partei wurde wegen dieser „Politik der Mittelstraße“ oftmals der Vorwurf gegen ihn erhoben, er begnüge sich mit kleinen Erfolgen, wo energisches Durchgreifen große Siege hätte erringen können. Es ist aber bei Berücksichtigung der Verhältnisse und der großen Schwierigkeiten, die ihm entgegentraten, sicher, dass dieser Vorwurf der deutsch-liberalen Partei, die ja in ihren Forderungen stets radikal war, ungerecht war. Stremayr, dessen Geistesschärfe von Kollegen und Mitarbeitern gerühmt wird, hat nur genauer die Grenzen des Erreichbaren erkannt. Durch seine Beschränkung auf das Mögliche konnte er mehr erreichen, als durch hochgespannte Forderungen, die zur Versteifung des Widerstandes und damit wahrscheinlich zu gar keinem Ergebnis geführt hätten. Namentlich hätte der Widerstand der Krone zu weitgehende Forderungen nicht durchführbar gemacht. Stremayr hat also als kluger Realpolitiker gehandelt. Seine Mäßigkeit war nicht Schwäche.
Er ließ sich niemals vom Parteiinteresse leiten, er richtete sich stets nur nach seiner eigenen echt liberalen Überzeugung. Die deutsch-liberale Partei nahm es ihm natürlich sehr übel, dass er sich – aus ihren Reihen hervorgegangen – nun über sie hinwegsetzte. Stremayrs Auffassung nach musste aber der Minister von den Leidenschaften der politischen Parteien unberührt bleiben, also, über ihnen stehen.
Einer jener Beamten, die mit Leib und Seele der österreichischen Monarchie, dem österreichischen Kaiserhaus verschworen waren, ist Stremayr „einer der ausgezeichnetsten Verwaltungsbeamten gewesen [...], die unser Kaiserstaat je besessen hat“.

## Familiäres
Karl von Stremayr und seine Gemahlin Bertha waren 1880 Taufpaten der Karikaturistin, Illustratorin und Malerin Bertha Czegka, nachdem er bereits am 28. August 1879 bei der Trauung von Bertha Czegkas Eltern Theodor Joseph Czegka und Auguste Höller als Trauzeuge fungiert hatte.

## Schriften (Auswahl)
- Erinnerungen aus dem Leben. Seinen Kindern und Enkeln erzählt. Holzhausen, Wien 1899.